# Masque nimba
Le masque nimba, déformation du mot D'mba ou N’Demba, est un masque du peuple Baga, originaire de Basse-Guinée. C'est l'un des plus connus parmi les masques de Guinée.

## Histoire

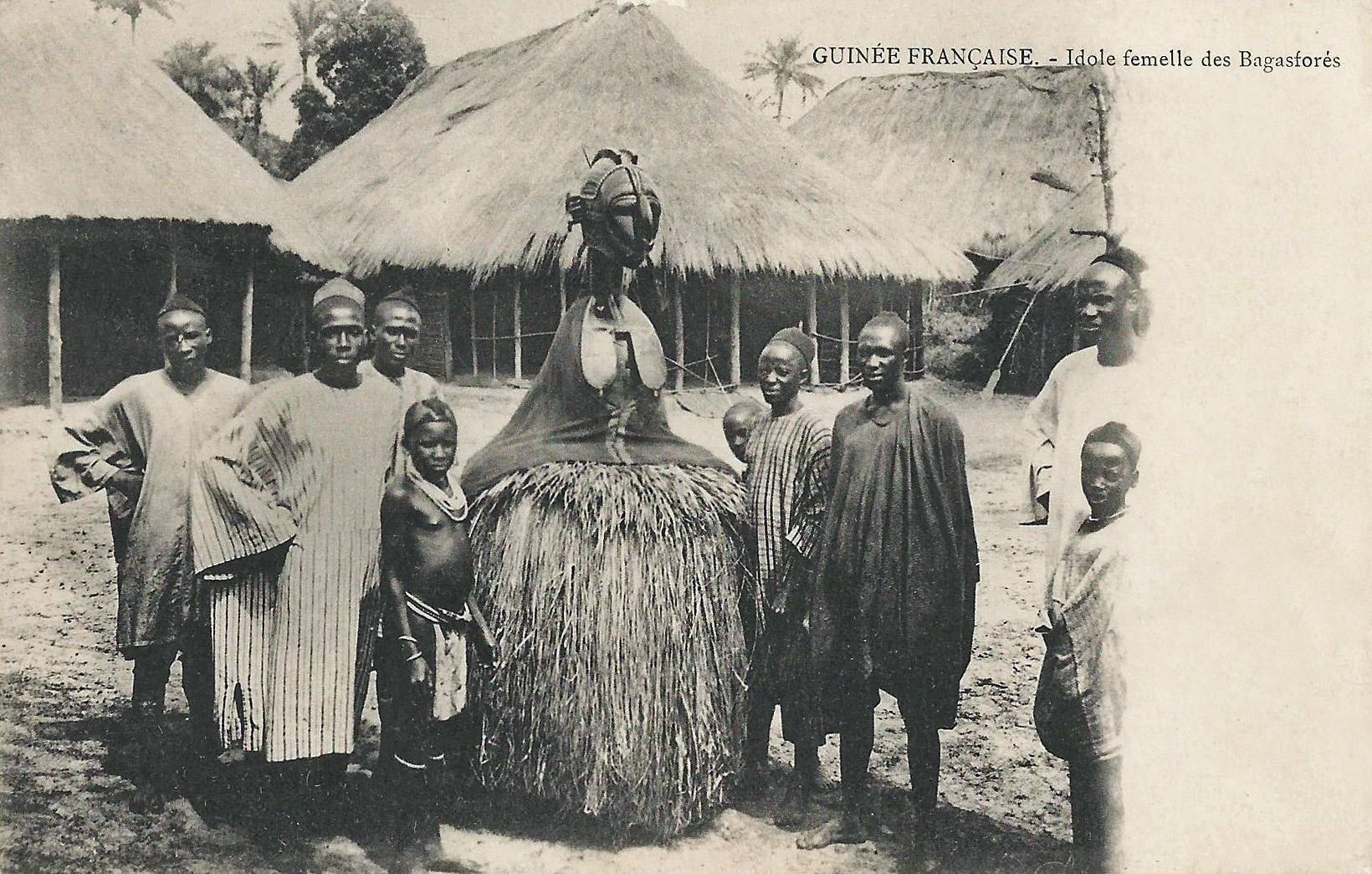
Danseur baga revêtu du masque, Guinée française, v. 1904.

Sculpté pour la première fois par le vieil Ansoumane de Binari, le masque représente la déesse de la fécondité, D'mba. Ansoumane présenta le masque à son peuple, le peuple Baga, qui l’accueillit et l'adopta comme protecteur ; il devint ainsi le symbole de son identité culturelle. 
En 1960, un masque nimba offert au président Ahmed Sékou Touré fut dérobé. C’est lors d’une foire à Tokyo que le président retrouva cet objet d’art exposé dans un stand. Le masque avait eu le premier prix de cette rencontre internationale. Il avait été photographié, filmé et publié dans les journaux,. 
Le masque nimba est l'une des œuvres-vedettes du Muséum national d'histoire naturelle de Paris. Cette sculpture est entrée dans les collections du musée en 1938 à la suite d'une donation.

## Masque et sculpture
Réalisé typiquement en bois d’ébène, il représente un visage de femme. Le nez en forme de bec d'oiseau calao symbolise la fertilité, la croissance et la fécondité. Porté sur les épaules, il participe ainsi solennellement aux cérémonies, notamment les mariages, camps initiatiques, moissons, funérailles des notables et autres, en différents espaces et périodes.
Matisse, Giacometti et Picasso se sont inspirés de cette œuvre après s’être intéressés à cette culture, Picasso en a reçu un modèle sculpté en 1925.

## Description
Le Nimba est un grand masque qui représente l'esprit 'Nimba'. Sa forme rappelle la femme nourricière et un oiseau, sans doute le Calao (symbole de la fertilité et de la croissance). Buste en bois d'où émerge la tête, surmontée d'une coiffure tressée représentée par des chevrons et une crête centrale. Grand nez aquilin, yeux proéminents, petite bouche tubulaire et oreilles en saillie. A l'avant du buste, grands seins tombants. Quatre pieds servent de support. La géométrie des formes est renforcée par le décor formé par les clous de tapissiers en laiton et les autres ajouts de métal. La patine est obtenue par un mélange de suie et d'huile de palme.

## Déesse

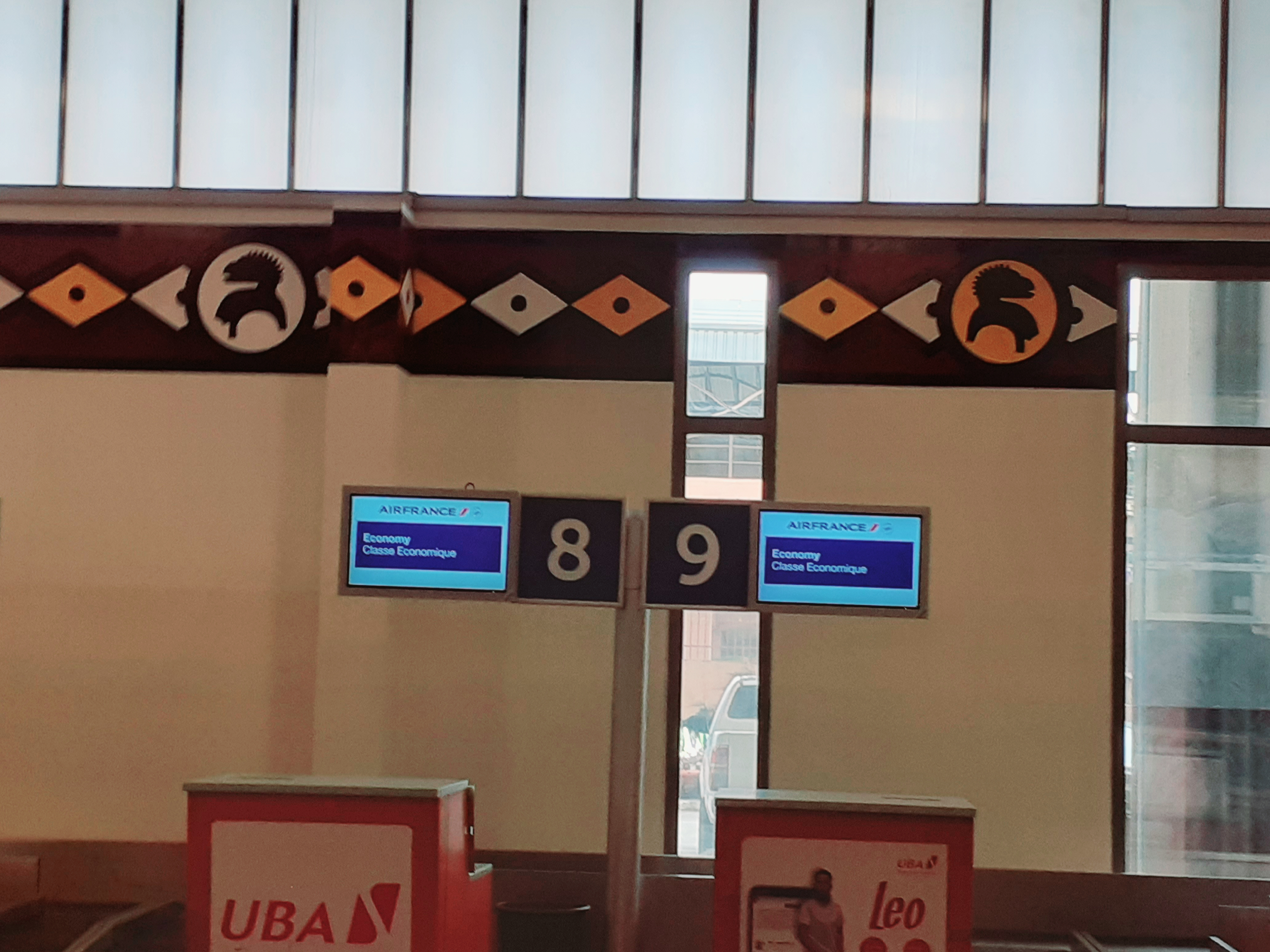
Nimba comme décor de l'aéroport de Conakry, 2019.

Le nimba ou déesse de la fertilité 

## Symbole
Le nimba est aujourd’hui le patrimoine national le plus connu et reproduit en Guinée. Il est utilisé, entre autres, comme logo par la Banque centrale de la république de Guinée, le musée national de Sandervalia, le décor de l'aéroport international de Conakry, il figure sur le billet de 5 000 francs guinéen et occupe, sous forme d'une statue, le rond-point près du palais du peuple à Conakry.
Depuis novembre, il fait effet du logo du « Branding national » de la république de Guinée.